# Bucyrus (Dakota Północna)
Bucyrus – miasto w Stanach Zjednoczonych, w stanie Dakota Północna, w hrabstwie Adams.